# Terre Déserte
À ne pas confondre avec Terre déserte qui est une tactique militaire.
La Terre Déserte est selon la Légende arthurienne le royaume du Roi Claudas, dit roi de Bourges. Il ne faut pas la confondre avec la Terre Désolée ou Terre Gaste, domaine du Roi pêcheur.
Les spécialistes et les études actuelles assimilent la Terre Déserte au Berry dans son extension médiévale et les régions voisines, puisqu'il est dit dans Lancelot-Graal que Claudas est seigneur de Bourges et de « La Berrie »,'   